# Ross Cullen
Ross Cullen, né le 28 mars 2001 à Preston, est un coureur cycliste britannique, spécialiste du BMX.

## Biographie
Ross Cullen commence à faire du BMX après avoir vu des coureurs s'entraîner dans sa ville natale de Preston. Il remporte l'or dans sa catégorie d'âge aux championnats du monde de BMX en 2012 et 2015. Il représente son pays aux Jeux olympiques de la jeunesse de 2018, où il est porte-drapeau de l'équipe de Grande-Bretagne. En 2019, il devient champion d'Europe de BMX juniors (moins de 19 ans).
Passé chez les élites en 2020, il obtient ses premiers résultats en 2023, remportant une manche de la Coupe d'Europe et atteignant la finale des championnats du monde, où il termine sixième. Il est nommé comme remplaçant aux Jeux olympiques de 2020 et 2024. En 2025, il remporte sa première victoire en Coupe du monde.

## Palmarès

### Championnats du monde
- Glasgow 2023
  - 6e du BMX

### Coupe du monde
- 2024 : 11e du classement général
- 2025 : vainqueur d'une manche

### Championnats d'Europe
- Valmiera 2019
  -  Champion d'Europe de BMX juniors

### Coupe d'Europe
- 2022 : 8e du classement général
- 2023 : 9e du classement général, vainqueur d'une manche
- 2024 : 20e du classement général
- 2025 : vainqueur de deux manches

### Championnats de Grande-Bretagne
- 2018
  -  Champion de Grande-Bretagne de BMX juniors
- 2019
  -  Champion de Grande-Bretagne de BMX juniors